# Главнокомандующий Канадскими вооружёнными силами
В Канаде термин главнокома́ндующий Кана́дскими вооружёнными си́лами (англ. Commander-in-Chief of the Canadian Forces, фр. Commandant en Chef des Forces Canadiennes) может означать как должность верховного командира вооружёнными силами страны, так и титул, пожалованный генерал-губернатору. В соответствии с конституцией верховное командование осуществляется канадским монархом, хотя его обязанности делегированы генерал-губернатору Канады, которому, соответственно, жалуется титул главнокомандующий. По вицекоролевскому протоколу на канадских мероприятиях используется титул Главнокомандующий Канадскими вооружёнными силами, а в международном контексте — Главнокомандующий Канады.

## Положения конституции, титул и делегирование
В Конституционном акте (1867) сказано, «что Королеве по-прежнему будет принадлежать главное командование сухопутной и морской милицией и всеми военными и морскими силами Канады и в Канаде». Однако начиная с 1904 г. исполнение обязанностей главнокомандующего возлагается на генерал-губернатора Канады, представителя монарха в стране. В Законе о милиции 1904 г. говорилось, что «главное командование милицией и всеми военными и морскими силами Канады и в Канаде по-прежнему будет принадлежать Королю, о осуществляться оно будет Его Величеством или генерал-губернатором, действующим в качестве его представителя». В связи с этим патенты об учреждении секретариата генерал-губернатора были названы «Патенты об учреждении секретариата генерал-губернатора и главнокомандующего».
В ходе развития вооружённых сил за монархом осталось закреплено главное командование, а титул генерал-губернатора поменялся для того чтобы отражать реструктуризацию милиции. После учреждения в 1910 году канадского министерства военно-морской службы вице-король имел титул главнокомандующий милицией и военно-морской службой, а после создания в 1918 году Королевских канадских ВВС — титул главнокомандующий милицией и военно-морскими и воздушными силами. Затем, в 1947 г. королём Георгом VI были изданы патенты, касающиеся секретариата генерал-губернатора и главнокомандующего в Канаде. В 1968 году, после объединения военно-морских сил Канады, Канадской армии и военно-воздушных сил Канады, главнокомандующий стал самым вышестоящим офицером Канадских вооружённых сил.
Хотя вся исполнительная власть на основании закона принадлежит Короне, роль главнокомандующего на практике в основном является символической: по соглашениям об ответственном правительстве в Вестминстерской системе кабинет министров, дающий советы монарху или его вице-королю по вопросам исполнительной власти, де-факто обладает полномочием по принятию решений о развёртывании и расположении Канадских вооружённых сил. Тем не менее, любое объявление войны должно производиться с одобрения и от имени монарха и подписываться монархом или генерал-губернатором, как это произошло с декларацией от 10 сентября 1939 г., которую Канада приняла для объявления войны нацистской Германии: «Принимая во внимание совет Нашего Тайного совета для Канады, Мы объявляем о Нашем одобрении издания в Canada Gazette Декларации о том, что состояние войны между Германским рейхом и Нашим доминионом Канада существует с десятого дня сентября 1939 года».
Исполняя обязанности главнокомандующего, генерал-губернатор назначает начальника штаба обороны и королевских генерал-аншефов канадских полков (если этим не занимается сама королева), утверждает новые военные эмблемы и ордена (за исключением украшенных короной святого Эдуарда, которые могут быть утверждены лишь монархом), посещает личный состав Канадских вооружённых сил в Канаде и за рубежом, жалует награды и подписывает поручения. В 2000 году генерал-губернатор также причислил Почётное подразделение главнокомандующего к подразделениям Канадских вооружённых сил и союзных армий, отличившимся выдающейся службой в крайне опасных условиях активных боевых действий. Его членам предоставлен значок ордена, а подразделение получило вымпел и может использовать особый флаг.